# Marinus De Rijcke
Marinus De Rijcke was een Belgisch redacteur en politicus voor de BWP.

## Levensloop
Hij volgde in 1940 Gust Balthazar op als hoofdredacteur van de Vooruit, een functie die hij uitoefende tot 1941. Een opmerkelijke artikelreeks van zijn hand was Vlamingen in het Walenland, handelend over de Vlaamse gastarbeiders in o.a. de provincie Luik. Daarnaast was hij schepen te Gent. Tijdens de Tweede Wereldoorlog raakte hij, in het spoor van Hendrik De Man, in diskrediet en werd nadien actief in de Volksunie.
- Nederlandse Thesaurus van Auteursnamen: 070734267
- Virtual International Authority File: 281702215
- WorldCat: E39PBJpYq7GwWCXcX3p4jWVgrq